# 간조 산성

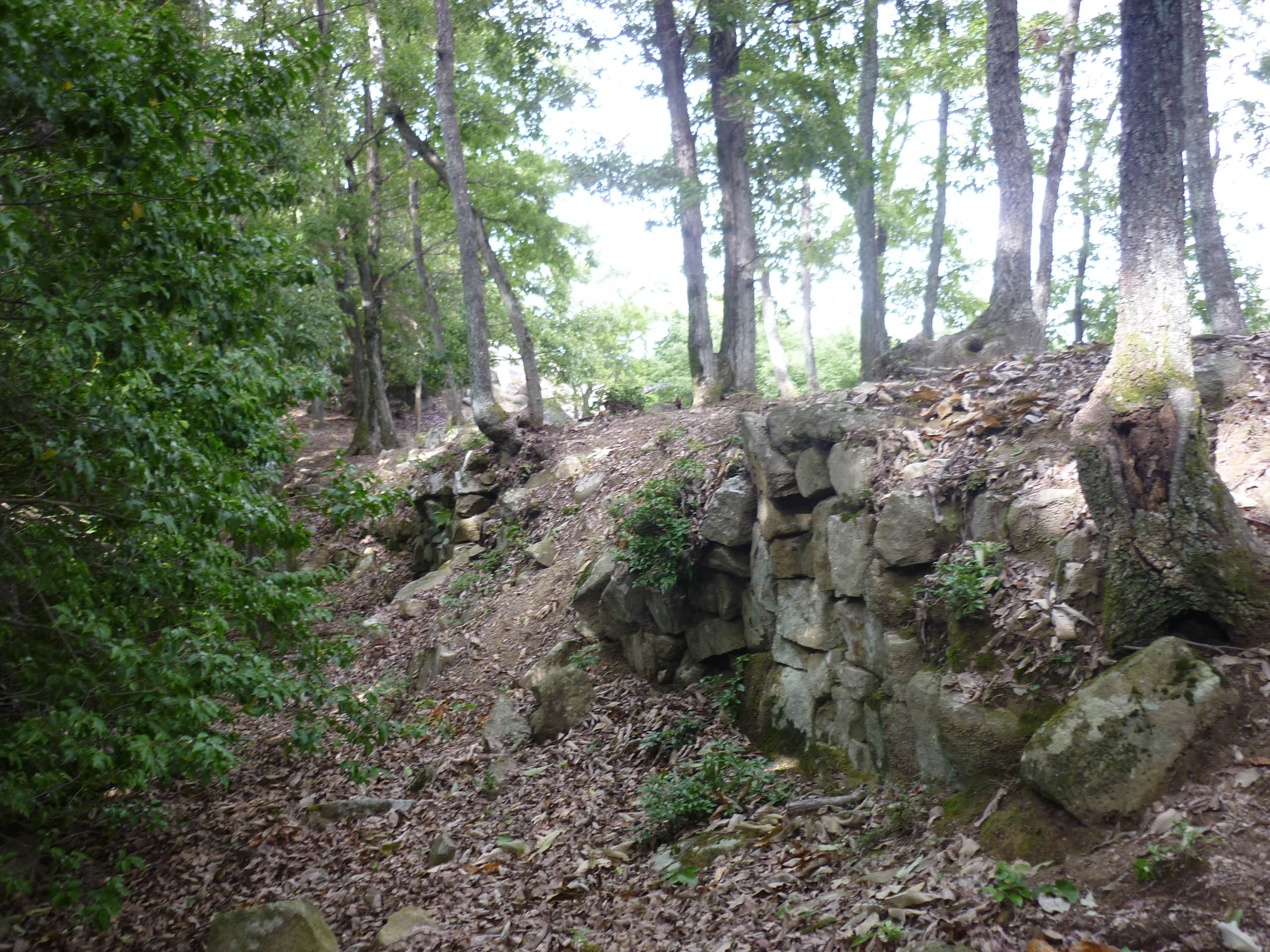

간조 산성(感状山城)은 현재 효고현 아이오이시에 있는 일본의 성이다. 아카마쓰 씨 성터(赤松氏城跡)의 일부로써 국가 사적으로 지정되어 있다.